# Isidoro Ramírez Burgaleta
Isidoro Ramírez Burgaleta (Fustiñana, 31 de marzo de 1803 - Tudela, 12 de noviembre de 1865). Fue un liberal navarro, abogado, juez, escritor y profesor de Derecho. También fue combatiente en el Trienio liberal (1820-1823) y en la primera guerra carlista. Promovió la conciliación entre la Constitución Española de 1837 y los Fueros de Navarra. Miembro de la Comisión General de Códigos (1860). 

## Biografía
Isidoro Ramírez Burgaleta nació en la villa navarra de Fustiñana el 31 de marzo de 1803 Hijo de Isidoro Ramírez Morales (Bordalba, Zaragoza) y de su segunda esposa, María Antonia Burgaleta Urrutia (Cabanillas, Navarra).  Su padre había trabajado para el gobierno central en la administración del Canal de Tauste. Su casa era propietaria de tierra de regadío y su familia, como dice él:  “antigua, noble y española”.
Aprendió sus primeras letras en la escuela de su localidad natal.  A los ocho años de edad ingresó interno en la Escuela Pía de Zaragoza donde permaneció durante dos años. Fue alumno de la universidad de esa ciudad, desde 1815 hasta 1820, estudiando primero Filosofía y después los tres cursos de Derecho.

### 1820-1823 Causa liberal
Se enroló en la causa liberal muy pronto. En el tercer año de Leyes en la Universidad de Zaragoza, se alistó en la “compañía escolar” de la ciudad y participó en su defensa, cuando las tropas de Bessières la atacaron. En enero de 1821, con 17 años, se presentó en los tercios francos de infantería y caballería de los Cazadores voluntarios de Tudela, “uniformado, armado, montado y mantenido a sus expensas”. Esta compañía fue agregada a la columna de operaciones de Joaquín de Pablo (“Chapalangarra”) y con ella entró por primera vez en combate. Durante este periodo fue secretario particular de Joaquín de Pablo. En abril de 1823, cuando la compañía ingresó en el ejército de Ballesteros, fue nombrado ayudante de campo del jefe de su Estado Mayor, el brigadier Villa. El 8 de agosto de 1823 fue ascendido a Alférez de 1.ª en el regimiento de caballería de la Reina pero no se incorporó porque acompañó al brigadier Villa hasta la capitulación del ejército.

### 1823-1827 Universidad de Valladolid
Al capitular el ejército liberal, recibió la licencia absoluta en Valladolid donde terminó sus estudios de Derecho aunque no consiguió el título de abogado. Sus simpatías por la causa liberal le ocasionaron muchas dificultades durante estos años. "No hubo padecimientos y persecuciones contra el partido liberal que no dejara de sufrir" habiendo sido "víctima de las intrigas e informes más siniestros" que lo incapacitaron para obtener cargos públicos, volver al servicio militar y el ejercicio de la abogacía. 

### 1827-1829 Prácticas en los bufetes de Madrid
Desde junio de 1827 a finales de 1829 residió en Madrid donde se ejercitó en la práctica forense en los bufetes de los abogados Argumosa, Cambronero y Tarín. Con todo, no pudo o no quiso obtener el título de abogado por no sucumbir a la humillación de obtener una purificación, porque en ella no veía más que peligros de manchar el nombre de verdadero liberal.
Tampoco le fue posible volver a la carrera militar por estar impurificado de sus servicios al gobierno constitucional.

### 1829-1833 Retorno a la Ribera de Navarra
Hacia 1829 volvió con su familia que por esa fecha se había mudado de Fustiñana a Cortes (Navarra). Se casó con Teresa Peralta Bona, viuda rica, y el matrimonio duró poco tiempo pues ella murió en junio de 1831 a los 35 años. Con Teresa tuvo una niña que no llegó a cumplir un año.
En 1830 estuvo preso en la cárcel de Pamplona ya que por su pasado liberal fue denunciado de haber ayudado a Espoz y Mina. Este famoso militar liberal, en esos años exiliado, había intentado entrar con un ejército en la península a través de Bayona llegando sus soldados hasta Vera de Bidasoa. 
Entre 1830 y 1833 fue elegido varias veces concejal, alcalde y regidor decano de la villa de Cortes de Navarra.

### 1833-1838 primera guerra carlista
Al inicio de la primera guerra Carlista se pronunció a favor de la reina Isabel II de manera clara y contundente:
Me cabe, pues, el noble orgullo y arrogancia que nadie puede disputarme en Navarra, Aragón y acaso toda la España el haber sido el primer ciudadano paisano o civil que se decidió con entusiasmo y voluntad a defender el trono de la Excelsa Hija del difunto Monarca y así es que me ofrecí a luego que lo heredó a los capitanes generales de dichas provincias presentándome no en busca de empleos lucrativos, sino por la gloria de morir defendiendo sus imprescriptibles derechos 
Se alistó inmediatamente en el ejército. El 16 de octubre de 1833 fue nombrado comandante de los pasos del Ebro desde El Bocal de Fontellas (Navarra) hasta el límite con Aragón con una doble tarea: vigilar dichos pasos y utilizar su influencia para que los pueblos de la ribera navarra apoyaran a Isabel II. 
Dado su conocimiento de la comarca, el 28 de diciembre siguiente fue agregado al Estado Mayor de la columna de operaciones de la Ribera navarra. Por entonces participó directamente en acciones de guerra: Carrascal (el 12 de diciembre), Lumbier (28 de febrero de 1834), Irún (18 de junio), Ochagavía (28 de septiembre) y Sangüesa (14 de octubre), Mendigorría (16 de julio de 1835), Alegría (27 y 28 de octubre), Belascoáin (10 de noviembre), batalla en las Peñas de San Fausto (22 de noviembre) y en la batalla de Arlabán (16 y 17 de enero de 1836), Borda de Iñigo (1 de agosto de 1836). 

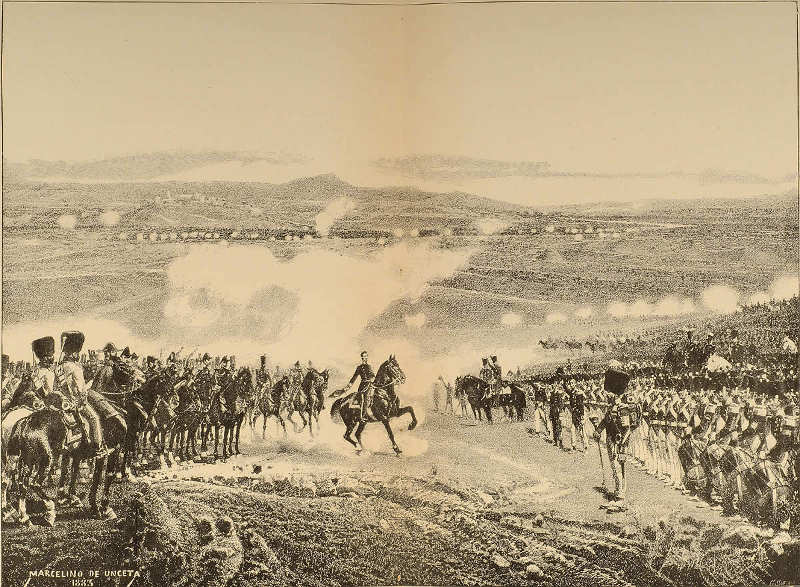
Batalla de Mendigorría.

Nombrado al final de agosto de 1836 comandante de la línea del Ebro desde Alfaro (Rioja) hasta Novillas (Zaragoza). 
Entre otros cometidos, fue el administrador del secuestro de los bienes del duque de Granada de Ega. 
Manuel Gurrea, comandante general de la Ribera, por orden de Espoz y Mina, le encargó reclutar hombres para los batallones del ejército isabelino. En pocos días logró alistar en la villa navarra de Cortes a más de 146 hombres, a los que mantuvo a sus expensas (dándoles una peseta diaria, ropa y calzado) durante mes y medio. También al año siguiente reclutó más de 80 para el batallón de Tudela.
En octubre de 1836 fue nombrado comandante del fuerte de Carcastillo donde, con una guarnición de 200 hombres, tuvo que hacer frente a las fuerzas carlistas que pretendieron tomarlo. Al final de ese año se le comisionó para inspeccionar la Guardia Nacional de los pueblos de la merindad de Tudela.
A finales de 1837 , el virrey de Navarra lo destinó a sus órdenes inmediatas.

### 1838-1865 Abogado y juez
Una de las misiones encargadas por el Virrey le llevó a Zaragoza. Durante su estancia en la capital de Aragón obtuvo el título de abogado en su Audiencia Territorial, el 24 de marzo de 1838. 
Ascendido a comandante de escuadrón en el ejército isabelino, fue nombrado en noviembre de 1838, juez de primera instancia del partido de Lumbier, en comisión, hasta que volvió su titular en octubre de 1839 y compaginó su actividad judicial con el cumplimiento de algunos encargos del Capitán General. 
En 1840 se inscribió en el colegio de abogados de Tudela (Navarra) y gestionó su pase a la carrera judicial. 
Se casó en 1841 en Buñuel (Navarra) con Quintina Oliver Montaner, con quien tuvo dos hijos y una hija. 
En 1841 fue nombrado juez de primera instancia en propiedad de Fraga (Huesca). Durante este mismo año, el jefe político de Huesca delegó en él su autoridad en todo el partido judicial de Fraga. Además el capitán general lo nombró comandante, por lo que reunió la autoridad civil, la política y la militar del distrito. . Renunció al cargo de jefe político de Lérida al que había sido propuesto, a ser juez de Carballo (La Coruña) y aunque fue presionado por amigos y personas cercanas para que se presentara a las elecciones de diputado a Cortes, también se negó. 
El 19 de julio de 1843 se le destinó como juez de Calatayud y el 27 del mes siguiente al juzgado de término de Zaragoza, donde su actuación fue reconocida y considerada. La Academia de Jurisprudencia de la ciudad maña le nombró académico profesor y, a instancias de las autoridades de Aragón, el 21 de junio de 1844 se le concedieran los honores de magistrado. 
Dos procesos célebres, en los cuales intervino con gran discreción y habilidad, le sirvieron de mérito para ser nombrado Magistrado de la Audiencia Territorial de Cáceres pero no llegó a tomar posesión ya que, debido a causas políticas y a la caída del los sucesivos gobiernos, fue cesado de su puesto de juez el 4 de abril de 1847.
Volvió a Tudela donde en abril de 1849 fundó el periódico "La Merindad" rotativo “de administración e intereses materiales”, que tuvo una vida muy corta.
De 1850 a 1865 vivió en Madrid ejerciendo de abogado y publicó, en este periodo, sus aportaciones a la renovación del Código Penal. 
Por sus méritos y servicios, la reina Isabel II le concedió, además de una entrevista, la gratuidad de estudios para uno de sus hijos.
Volvió a Tudela (Navarra) al sentirse escaso de fuerzas y allí, al poco tiempo, falleció el 12 de noviembre de 1865. 
En los años 20 del siglo XX, Fustiñana, su villa natal, puso su nombre a una de sus calles.

## De la espada a la pluma
Soy liberal, como el que más de España: patriotas sin borrón, y si en campañas combatí con la espada al enemigo, hoy y en adelante, lo haré con mi pobre pluma contra las pandillas, y cuantos intenten crearnos más disgustos, despedazándonos unos contra otros y quitándonos de la manos nuestros derechos preciosos…”  
En noviembre de 1839, el capitán general le había encargado realizar una estadística de las fuerzas carlistas y una historia militar de la guerra en Navarra y Aragón. Este trabajo le sirvió de base para las obras que publicó posteriormente en Zaragoza en 1840, sobre la guerra carlista. Su testimonio es fundamental, ya que fue testigo del desmantelamiento de las fuerzas carlistas de Navarra y del camino seguido por sus componentes.
Durante su estancia en Zaragoza entre los años 1839 y 1840, fue el redactor único del periódico El Eco de Aragón, rotativo liberal y progresista, mientras su director, Braulio Foz estuvo impedido.

## Publicaciones
- Primeros pasos de Navarra, hacia la guerra civil de 1833: opiniones y deseos de esta provincia por el licenciado Isidoro Ramírez, Zaragoza, 1840.[11]
- Apuntes para la modificación de los fueros de Navarra y medios de constituir esta provincia / por Isidoro Ramírez; Zaragoza 1840.[12]
- Código penal de España reformado, nuevo procedimiento criminal y organización general de los tribunales / por Isidoro Ramírez y Burgaleta Madrid, 1859.[13]
- El Juego y la Policía. Imprenta de Manuel Minuesa. Madrid, 1864.[14]

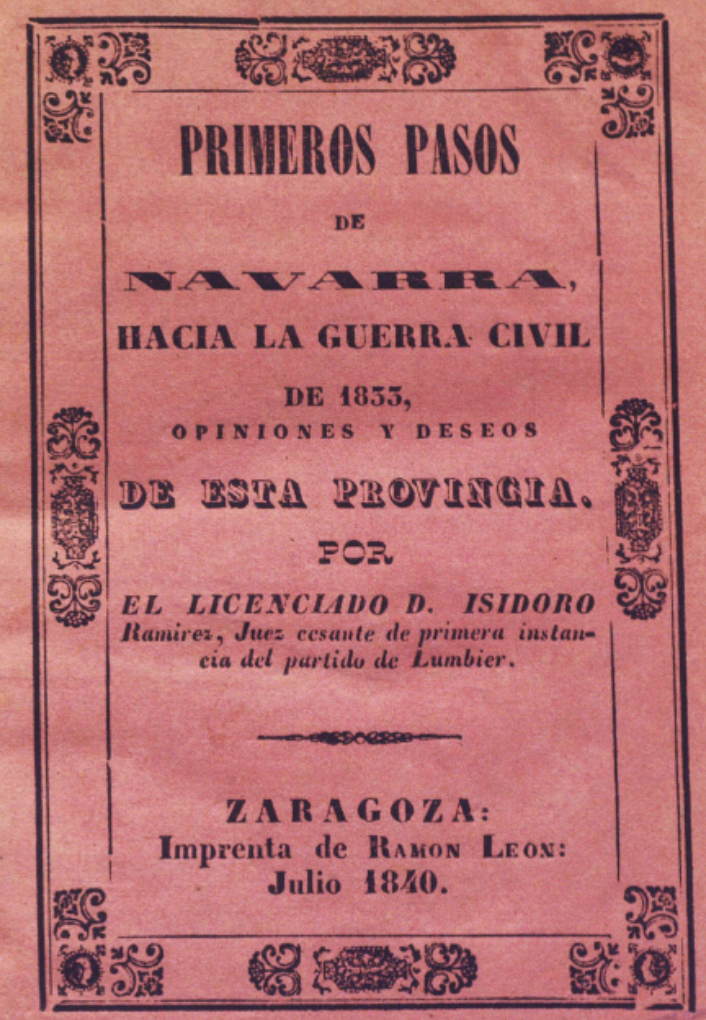
Publicación sobre la guerra Carlista de Ramírez Burgaleta
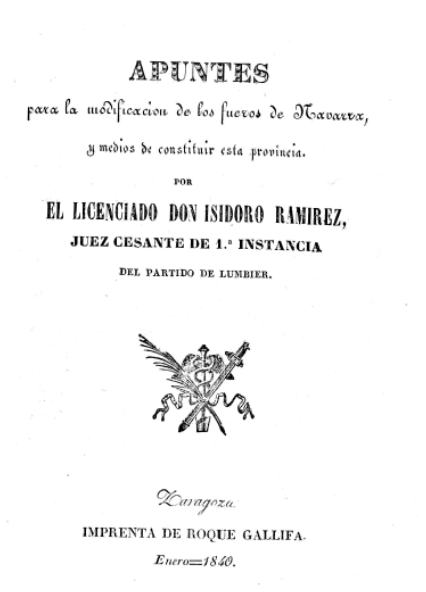
Publicación sobre los fueros de Navarra y el constitucionalismo por Ramírez Burgaleta
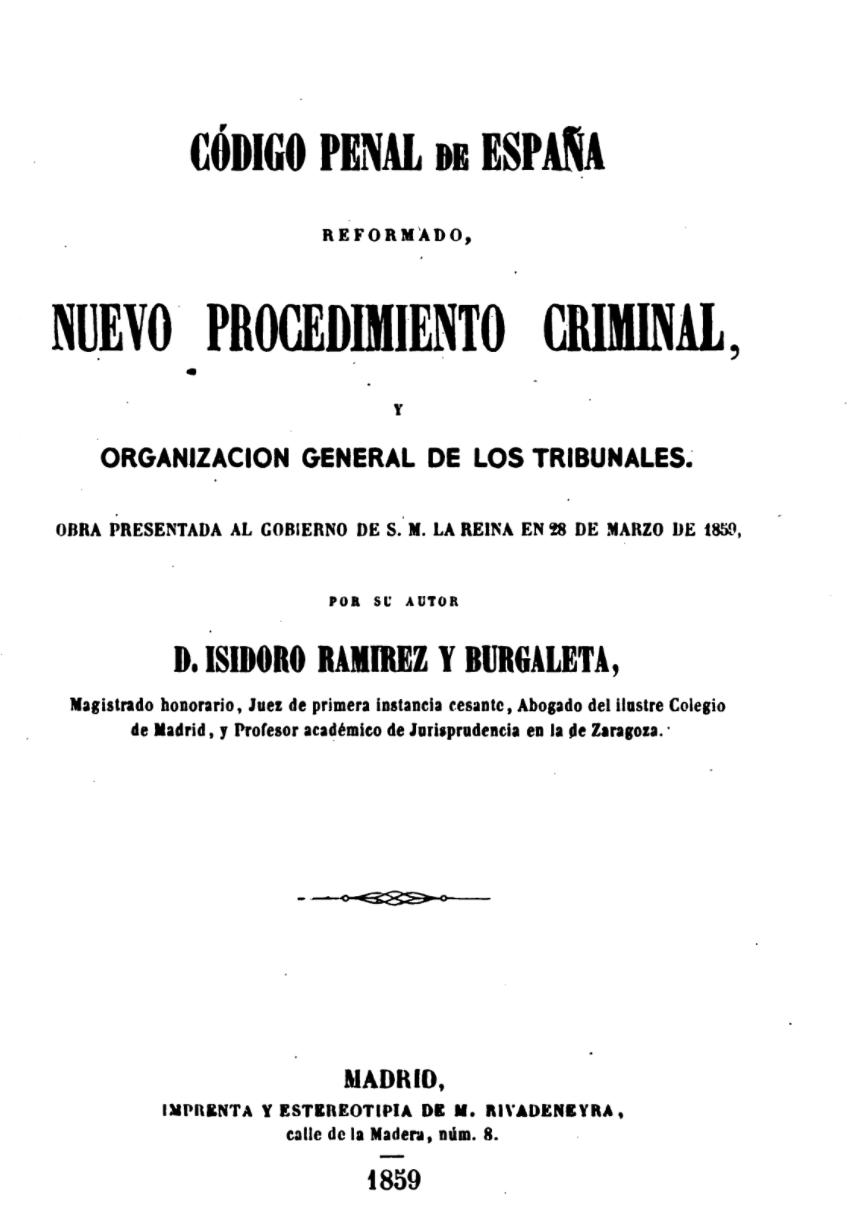
Código Penal Español, nuevo procedimiento criminal
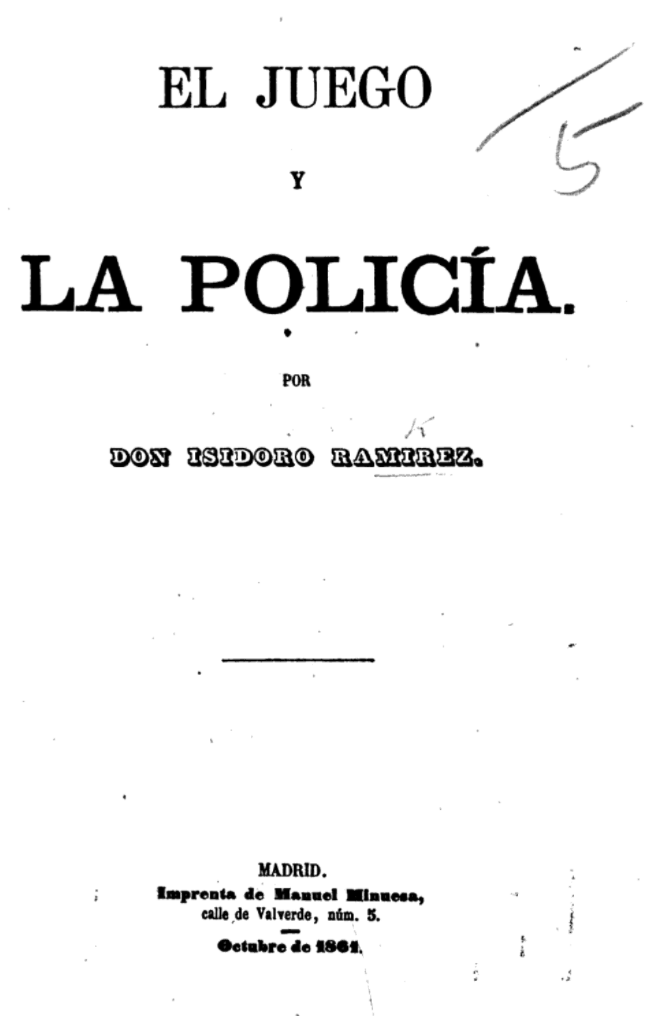
Portada de "El Juego y la Polícia" de Ramírez Burgaleta

## Autobiografías
Publica en varias ocasiones su "vida pública y privada" con el objeto de relatar sus "méritos y servicios" una veces en el prólogo de sus obras, otras en forma de folleto, de las que destacamos:

- Vida pública y privada del M. I. Sr. D. Isidoro Ramírez, magistrado honorario de la audiencia territorial de Cáceres y juez cesante de primera instancia de Zaragoza y su cuartel de San Pablo escrita por él mismo en justa vindicación de su honor y reputación
– Relación de los méritos y servicios de Don Isidoro Ramirez y Burgaleta, Comandante efectivo de caballería del ejército, Juez de primera instancia cesante, Magistrado honorario, profesor académico de la Jurisprudencia Aragonesa, y abogado del ilustre colegio de Madrid, fechado en Madrid el 20 de noviembre de 1856

## Aportación de Ramírez Burgaleta al conflicto entre Fueros y Constitución

### Contexto del conflicto político
La cuestión central para los liberales navarros era el acceso a una modernidad constitucional que podía conseguirse bien de manera independiente bien mediante una integración constitucional en la nación española. El conflicto entre los derechos seculares emanados de los Fueros navarros que actuaban como constitución desde el siglo XIII y articulaban el Reyno, con monarquía propia hasta 1512 y compartida con Castilla desde entonces, y una Constitución que centralizaba todo el poder en Madrid —anulando así los derechos históricos—, fue la causa principal no solo del debate político entre absolutistas y liberales, sino también de la justificación de la guerra carlista.

### Constitución y Fueros
Ramírez Burgaleta aporta una solución en la que se concilia la Constitución y los Fueros.  Su ideología política de liberal sin ambigüedades, su condición de navarro que ha participado en los conflictos bélicos durante el trienio liberal (1820-23) y la guerra carlista,  su formación jurídica en las universidades de Zaragoza y Valladolid, y su cargo de juez de primera instancia, le aportan una visión capaz de generar una propuesta conciliadora.

### Publicación y difusión de su pensamiento
Oportunamente publicó, al inicio de 1840, Apuntes para la modificación de los fueros de Navarra y medios de constituir esta provincia. Esta aportación tuvo su influencia y repercusión en los círculos políticos de la época y, en consecuencia,  en los acuerdos legislativos posteriores que se concretaron en la conocida ley paccionada de 1841.  
El profesor García Sanz-Marcotegui, actual editor y estudioso de Ramírez Burgaleta, ha puesto de relieve la importancia que tuvo en su momento la publicación de esta obra y las claves de su aportación al entramado político navarro.

### Propuestas conciliadoras
Algunas de sus propuestas conciliadoras fueron:
- Sienta el principio de que la Constitución de 1837 es, en esencia, "lo que de bueno y aprovechable tiene la constitución de Navarra".
- Se trata, no de la destrucción de los fueros del viejo reino, sino más bien de su “traslado de Pamplona a Madrid”.
- Se mantiene la figura del Virrey.
- La Diputación se convierte en un gobierno provincial representativo: de las cinco merindades navarras y de la ciudadanía.
- Los ayuntamientos se actualizan convenientemente pero conservan sus métodos electorales y siguen acompañados de sus veintenas.  Así se salva lo interesante del entramado institucional navarro.

La Constitución de 1837 se aplica en: 
- Los órganos de representación política (que está en Madrid y no en las Cortes navarras)
- La justicia que en lugar de ser administrada por alcaldes, consejo y corte, será por jueces de primera instancia —como Ramírez Burgaleta— y por la audiencia provincial

## Crítica y aportaciones al Código Penal de 1848 y 1850 de Rodríguez Burgaleta

### Contexto legal
Una de las consecuencias de la promulgación de la Constitución Española de 1845 fue la elaboración del Código Penal en sintonía con los principios emanados de la nueva Constitución. En 1848, se promulgó el Código Penal, conocido como Código Pacheco, que no contentó a nadie. Por eso en 1850 vio la luz una reforma importante del texto anterior que intentó mejorar el anterior.

### Aportación y crítica
Rodríguez Burgaleta, después de unos años dedicados exclusivamente al estudio, publica en 1859 una obra dirigida a la Reina en la que: 
1. expone los defectos del Código de 1848 y sus reformas:
2. propone un nuevo Código penal que comprendía 268 artículos,
3. aporta un texto denominado nuevo procedimiento criminal de 409 artículos y
4. propone una nueva Organización General de los Tribunales de Justicia de España de 253 artículos.

Su propuesta impacta en el ámbito de la jurisprudencia hasta el punto de que el gobierno le invita a formar parte de la Comisión General de Códigos.

### Visión preventiva
Más allá de la mera redacción de textos legislativos, Rodríguez Burgaleta reflexiona sobre la condición humana y el delito; temas que se pondrán de moda en las décadas posteriores a su publicación. Señala, como lo hará más adelante Concepción Arenal, la necesidad del Estado de invertir en la prevención del delito a través de una ley de orden público, la formación adecuada de la policía y la inversión en escuelas para fomentar la educación de la juventud en las buenas costumbres, facilitar los matrimonios, otorgar pensiones que sean dignas, facilitar el acceso a los colegios, prohibir los juegos, la vagancia y sobre todo abrir y promocionar las escuelas de primera instrucción.

## Una figura a tener en cuenta
Hijo de su tiempo y su cultura, Isidoro Ramírez Burgaleta ha pasado muy desapercibido entre los estudiosos del siglo XIX navarro. En los últimos años se ha ido descubriendo la influencia que tuvo con sus aportaciones y propuestas en la cuestión de los Fueros navarros gracias a los estudios del profesor Ángel García-Sanz Marcotegui. Aunque en sus escritos autobiográficos puede llamar la atención sus expresiones grandilocuentes, hiperbólicas y el alto concepto de sus propias hazañas al servicio de la causa liberal, no quita para que sus aportaciones teóricas al derecho foral y al sistema penal español merezca la pena tenerlo en cuenta por su dedicación intelectual, su estudio meticuloso y su aportación teórica y práctica (ejerció de juez de primera instancia y conocía por experiencia el sistema) al servicio de la justicia.
Como ha dejado escrito la catedrática de Historia del Derecho, de la UNED, Dolores del Mar Sánchez:
“No debe engañarlos la ausencia de grandes méritos de la figura, pues fueron rechazados con la finalidad de consagrarse al estudio, llegando a ser invitado a incorporarse a la Comisión de Códigos"